# Chasan
Chasan (in russo Хасан, in coreano 하산 Hasan, in giapponese ハサン Hasan) è un insediamento di tipo urbano dell'Estremo oriente russo, situato nel Territorio del Litorale; appartiene amministrativamente al rajon Chasanskij.

## Geografia fisica
Si trova 130 km a sud di Vladivostok, poco lontano dal confine con la Cina; è l'unico comune russo al confine con la Corea del Nord. L'insediamento sorge a poca distanza dal lago omonimo e dal fiume Tumen (in russo Tumannaja).

## Storia
Il paese venne fondato nel 1959 dopo la costruzione della Linea dell'Estremo Oriente che collega Vladivostok (Russia) a Rasŏn (Corea del Nord) nel 1941, in seguito la ferrovia venne utilizzata dall'esercito sovietico nel 1945 per occupare la Corea del Nord, allora dominio dell'Impero Giapponese. Dal 1945 divenne un importante punto di controllo verso la Cina e la Corea del Nord.
In seguito alla caduta dell'Unione Sovietica Chasan ha perso la sua importanza e si è spopolata (gran parte degli abitanti erano doganieri e militari), anche se rimane un nodo importante nei rapporti di politica estera russo-nord coreani.

## Società

### Evoluzione demografica
| 1989  | 2002 | 2009 | 2010 | 2015 |
| ----- | ---- | ---- | ---- | ---- |
| 1.187 | 795  | 757  | 742  | 660  |